# Israel Film Festival
El Israel Film Festival es un festival de cine anual que se lleva a cabo en New York, Miami, Chicago y Los Ángeles. Fue fundado en 1982 por Meir Fenigstein.

## Premios
2007: Los Niños de la Tiña/Yaldei Hagazezet, producida por el Centro de Comunicaciones de Dimona y dirigida por Asher Nachmias y David Balchasan sobre el tema del Caso de la tiña.